# Marsaz
Marsaz est une commune française située dans le département de la Drôme, en région Auvergne-Rhône-Alpes.
Ses habitants sont dénommés les Marsaziens.

## Géographie

### Localisation
La commune de Marsaz est située au nord-ouest de Romans-sur-Isère.

### Climat
Pour des articles plus généraux, voir Climat d'Auvergne-Rhône-Alpes et Climat de la Drôme.
En 2010, le climat de la commune est de type climat du Bassin du Sud-Ouest, selon une étude du CNRS s'appuyant sur une série de données couvrant la période 1971-2000. En 2020, Météo-France publie une typologie des climats de la France métropolitaine dans laquelle la commune est dans une zone de transition entre le climat de montagne et le climat méditerranéen et est dans la région climatique  Moyenne vallée du Rhône, caractérisée par un bon ensoleillement en été (fraction d’insolation > 60 %), une forte amplitude thermique annuelle (4 à 20 °C), un air sec en toutes saisons, orageux en été, des vents forts (mistral), une pluviométrie élevée en automne (250 à 300 mm). 
Pour la période 1971-2000, la température annuelle moyenne est de 12,1 °C, avec une amplitude thermique annuelle de 18 °C. Le cumul annuel moyen de précipitations est de 913 mm, avec 7,9 jours de précipitations en janvier et 5,9 jours en juillet. Pour la période 1991-2020, la température moyenne annuelle observée sur la station météorologique installée sur la commune est de 12,8 °C et le cumul annuel moyen de précipitations est de 883,4 mm,. Pour l'avenir, les paramètres climatiques de la commune estimés pour 2050 selon différents scénarios d'émission de gaz à effet de serre sont consultables sur un site dédié publié par Météo-France en novembre 2022.
| Mois                                  | jan.             | fév.             | mars            | avril         | mai             | juin           | jui.          | août           | sep.          | oct.          | nov.            | déc.            | année      |
| ------------------------------------- | ---------------- | ---------------- | --------------- | ------------- | --------------- | -------------- | ------------- | -------------- | ------------- | ------------- | --------------- | --------------- | ---------- |
| Température minimale moyenne (°C)     | 0,7              | 0,8              | 3,4             | 5,9           | 9,9             | 13,3           | 15            | 14,7           | 11,4          | 8,5           | 4,1             | 1,3             | 7,4        |
| Température moyenne (°C)              | 4,1              | 5,1              | 8,9             | 12            | 16              | 19,8           | 22            | 21,7           | 17,5          | 13,4          | 8               | 4,7             | 12,8       |
| Température maximale moyenne (°C)     | 7,6              | 9,4              | 14,4            | 18,1          | 22,2            | 26,4           | 29            | 28,7           | 23,7          | 18,2          | 11,9            | 8               | 18,1       |
| Record de froid (°C) date du record   | −18,5 07.01.1985 | −11,8 10.02.1986 | −12,2 02.03.05  | −5,1 08.04.03 | −0,6 07.05.1982 | 3,2 04.06.1984 | 7,7 13.07.00  | 5,4 30.08.1998 | 1 30.09.1972  | −4,8 26.10.03 | −9 28.11.1985   | −14 30.12.1976  | −18,5 1985 |
| Record de chaleur (°C) date du record | 21,2 10.01.15    | 22,9 23.02.20    | 25,7 21.03.1990 | 29,9 23.04.07 | 34,3 24.05.09   | 38,9 27.06.19  | 39,6 24.07.19 | 41,8 13.08.03  | 33,6 16.09.20 | 28,4 01.10.11 | 22,2 09.11.1984 | 19,2 18.12.1989 | 41,8 2003  |
| Précipitations (mm)                   | 56,2             | 43,6             | 49,9            | 71,4          | 80,8            | 64             | 58,3          | 67,7           | 102,7         | 127,3         | 107,4           | 54,1            | 883,4      |

### Voies de communication et transports
Le territoire communal est traversé par les routes départementales 114 et 115 (RD114 et RD115).

## Urbanisme

### Typologie
Au 1er janvier 2024, Marsaz est catégorisée bourg rural, selon la nouvelle grille communale de densité à 7 niveaux définie par l'Insee en 2022.
Elle est située hors unité urbaine. Par ailleurs la commune fait partie de l'aire d'attraction de Romans-sur-Isère, dont elle est une commune de la couronne,. Cette aire, qui regroupe 30 communes, est catégorisée dans les aires de 50 000 à moins de 200 000 habitants,.

### Occupation des sols
L'occupation des sols de la commune, telle qu'elle ressort de la base de données européenne d’occupation biophysique des sols Corine Land Cover (CLC), est marquée par l'importance des territoires agricoles (86,8 % en 2018), une proportion sensiblement équivalente à celle de 1990 (87 %). La répartition détaillée en 2018 est la suivante : 
zones agricoles hétérogènes (86,8 %), forêts (10,2 %), zones urbanisées (3 %). L'évolution de l’occupation des sols de la commune et de ses infrastructures peut être observée sur les différentes représentations cartographiques du territoire : la carte de Cassini (XVIIIe siècle), la carte d'état-major (1820-1866) et les cartes ou photos aériennes de l'IGN pour la période actuelle (1950 à aujourd'hui).

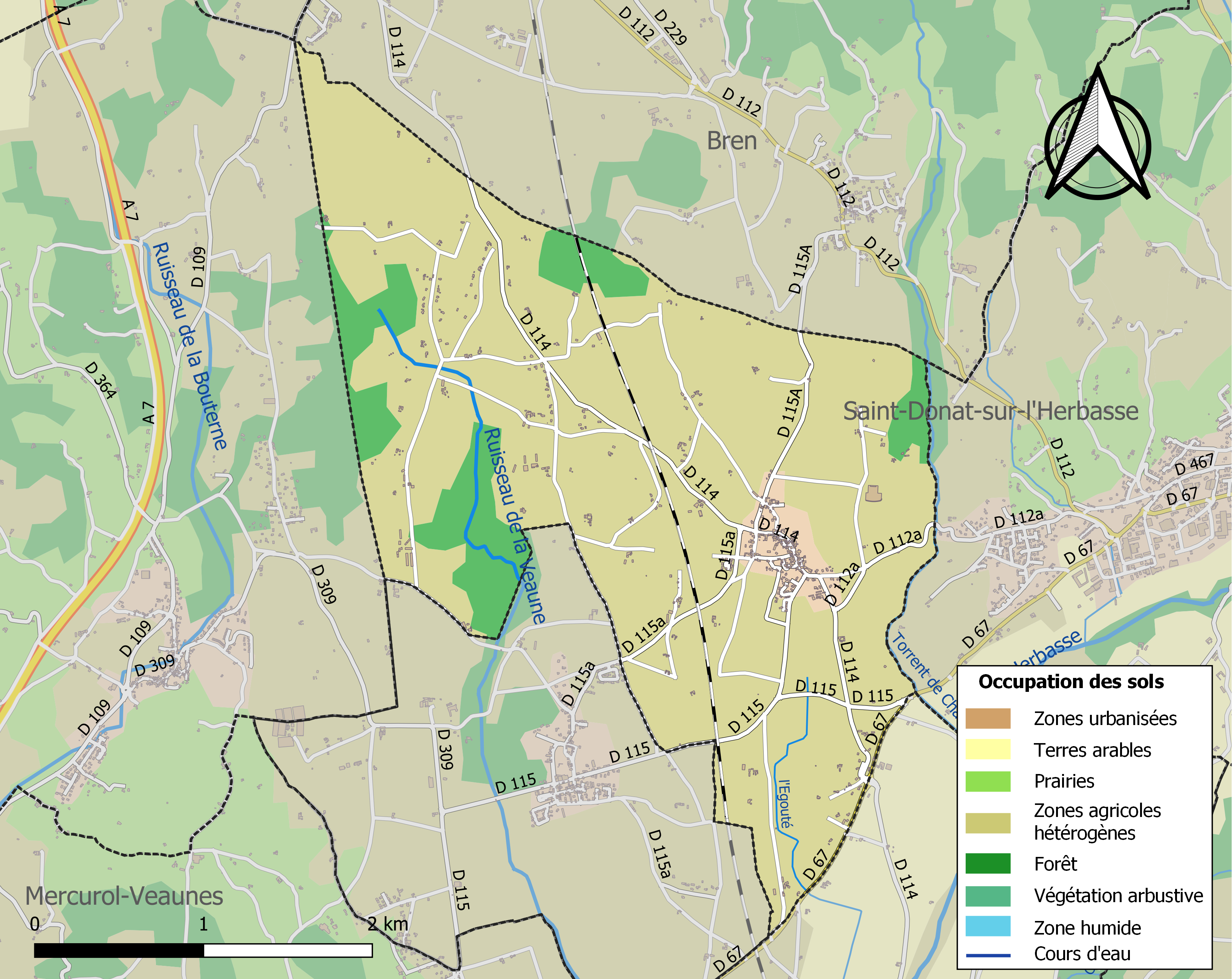
Carte des infrastructures et de l'occupation des sols de la commune en 2018 (CLC).

### Morphologie urbaine
Village de vallée.

## Toponymie

### Attestations
Dictionnaire topographique du département de la Drôme :
- 1100 : villa quae dicitur Marzas in mandamento de Claireu (cartulaire de Romans, 202).
- 1196 : Marczas (cartulaire de Léoncel, 54).
- XIVe siècle : mention de la paroisse : capella de Marsas (pouillé de Vienne).
- 1505 : ad Marsaticum et Marsacium in mandamento Cleriaci (archives de la Drôme, E 3811).
- 1521 : mention de la paroisse : ecclesia de Marsas (pouillé de Vienne).
- 1670 : mention de l'église Saint-Blaise : Sainct-Blaise de Marsas (archives de la Drôme, E 2266).
- 1891 : Marsas, commune du canton de Saint-Donat.

(non daté)[réf. nécessaire] : Marsaz.

## Histoire
Pour un article plus général, voir Histoire de la Drôme.

### Du Moyen Âge à la Révolution
La seigneurie :
- La terre est un fief de la baronnie de Clérieux.
- 1360 et 1449 : elle appartient aux Alleman.
- 1559 et 1626 : elle appartient aux Loras.
- Peu de temps après : elle est unie à la baronnie de Clérieux et le reste jusqu'à la Révolution.

Pendant les guerres de Religion, les paysans se révoltèrent contre le passage des troupes et les impôts qui s'ensuivaient.
1688 (démographie) : 110 familles.
Avant 1790, Marsas était une communauté de l'élection et subdélégation de Romans et du bailliage de Saint-Marcellin.

Elle formait une paroisse du diocèse de Vienne dont l'église, dédiée premièrement à saint Didier, le fut ensuite à saint Biaise, et dont les dîmes appartenaient au prieur de Saint-Donat, qui présentait à la cure.

### De la Révolution à nos jours
En 1790 , la commune fait partie du canton de Saint-Donat.

## Politique et administration

### Liste des maires
| Période                                  | Période                        | Identité                            | Étiquette | Qualité                                  |
| ---------------------------------------- | ------------------------------ | ----------------------------------- | --------- | ---------------------------------------- |
| Les données manquantes sont à compléter. |                                |                                     |           |                                          |
| 1871                                     |                                | ?                                   |           |                                          |
| 1874                                     |                                | ?                                   |           |                                          |
| 1878                                     |                                | ?                                   |           |                                          |
| 1884                                     |                                | ?                                   |           |                                          |
| 1888                                     |                                | ?                                   |           |                                          |
| 1892                                     |                                | ?                                   |           |                                          |
| 1896                                     |                                | ?                                   |           |                                          |
| 1900                                     |                                | ?                                   |           |                                          |
| 1904                                     |                                | ?                                   |           |                                          |
| 1908                                     |                                | ?                                   |           |                                          |
| 1912                                     |                                | ?                                   |           |                                          |
| 1919                                     |                                | ?                                   |           |                                          |
| 1925                                     |                                | ?                                   |           |                                          |
| 1929                                     |                                | ?                                   |           |                                          |
| 1935                                     |                                | ?                                   |           |                                          |
| 1945                                     |                                | ?                                   |           |                                          |
| 1947                                     | 1989                           | André Bossanne                      | MRP       | sénateur de la Drôme exploitant agricole |
| 1953                                     |                                | André Bossanne                      |           | maire sortant                            |
| 1959                                     |                                | André Bossanne                      |           | maire sortant                            |
| 1965                                     |                                | André Bossanne                      |           | maire sortant                            |
| 1971                                     |                                | André Bossanne                      |           | maire sortant                            |
| 1977                                     |                                | André Bossanne                      |           | maire sortant                            |
| 1983                                     |                                | André Bossanne                      |           | maire sortant                            |
| 1989                                     |                                | ?                                   |           |                                          |
| 1995                                     |                                | ?                                   |           |                                          |
| 2001                                     | 2004                           | Michel Besset                       |           |                                          |
| 2004 (statut ?)                          | 2008                           | Alain Jourdan                       |           |                                          |
| 2008                                     | 2014                           | Alain Jourdan                       |           | maire sortant                            |
| 2014                                     | 2020                           | Paul Moro                           |           | retraité (fonction publique)             |
| 2020                                     | En cours (au 30 décembre 2020) | Gilles Florent[source insuffisante] |           |                                          |

## Population et société

### Démographie
L'évolution du nombre d'habitants est connue à travers les recensements de la population effectués dans la commune depuis 1793. Pour les communes de moins de 10 000 habitants, une enquête de recensement portant sur toute la population est réalisée tous les cinq ans, les populations de référence des années intermédiaires étant quant à elles estimées par interpolation ou extrapolation. Pour la commune, le premier recensement exhaustif entrant dans le cadre du nouveau dispositif a été réalisé en 2004.

En 2022, la commune comptait 690 habitants, en évolution de −12,88 % par rapport à 2016 (Drôme : +2,64 %, France hors Mayotte : +2,11 %).
| 1793 | 1800 | 1806 | 1821 | 1831 | 1836 | 1841 | 1846 | 1851 |
| ---- | ---- | ---- | ---- | ---- | ---- | ---- | ---- | ---- |
| 700  | 587  | 612  | 644  | 730  | 762  | 785  | 807  | 767  |

| 1856 | 1861 | 1866 | 1872 | 1876 | 1881 | 1886 | 1891 | 1896 |
| ---- | ---- | ---- | ---- | ---- | ---- | ---- | ---- | ---- |
| 771  | 745  | 743  | 676  | 687  | 616  | 579  | 588  | 560  |

| 1901 | 1906 | 1911 | 1921 | 1926 | 1931 | 1936 | 1946 | 1954 |
| ---- | ---- | ---- | ---- | ---- | ---- | ---- | ---- | ---- |
| 502  | 505  | 444  | 451  | 464  | 438  | 461  | 445  | 413  |

| 1962 | 1968 | 1975 | 1982 | 1990 | 1999 | 2004 | 2006 | 2009 |
| ---- | ---- | ---- | ---- | ---- | ---- | ---- | ---- | ---- |
| 397  | 381  | 338  | 428  | 469  | 502  | 568  | 592  | 658  |

| 2014 | 2019 | 2022 | - | - | - | - | - | - |
| ---- | ---- | ---- | - | - | - | - | - | - |
| 770  | 700  | 690  | - | - | - | - | - | - |

### Enseignement
La commune est rattachée à l'académie de Grenoble.

### Manifestations culturelles et festivités
- Fête communale : deuxième dimanche de septembre[11].
- Fête patronale : dimanche suivant le 3 décembre[11].

### Loisirs
- Chasse[11].

### Médias
La population de la commune se situe dans l'aire de diffusion de plusieurs médias :
- Presse écrite
  - Le Dauphiné libéré, quotidien régional
  - L'Agriculture Drômoise, journal d'informations agricoles et rurales, couvre l'ensemble du département de la Drôme.
  - Drôme Hebdo (ancien Peuple Libre), hebdomadaire chrétien d'informations.
- Presse audio-visuelle
  - Ici Drôme Ardèche est une radio publique diffusée sur son territoire

### Cultes
La communauté catholique et l'église paroissiale (propriété de la commune) sont rattachées à la paroisse Notre Dame des Collines de l’Herbasse, elle-même relevant du diocèse de Valence.

## Économie

### Agriculture
En 1992 : bois, céréales, arbres fruitiers, asperges, tabac, vignes et pépinières viticoles.

## Culture locale et patrimoine

### Lieux et monuments
- Motte castrale au Bois de l'Ane. Au sommet y fut découverte une sépulture, des traces de foyer et quelques objets[réf. nécessaire].
- Cinq colonnes torses de l'ancienne église romane (dans le parc du Carré)[11].
- Le Carré, construction au XVIIe siècle, rénové au XIXe siècle[réf. nécessaire].
- Croix de pierre dans le mur d'une maison[11].
- Église Saint-Blaise de Marsaz (XIXe siècle)[11].

### Héraldique, logotype et devise
|  | Marsaz possède des armoiries dont l'origine et le blasonnement exact ne sont pas disponibles. |